# Diesbach (Zwitserland)
Diesbach is een plaats en voormalige gemeente in het Zwitserse kanton Glarus, en maakt sinds 1 januari 2011 deel uit van de gemeente Glarus Süd.

## Geschiedenis
De toenmalige gemeente is op 1 januari 2004 na een fusie opgegaan in de gemeente Luchsingen, die zelf weer is gefuseerd in de gemeente Glarus Süd op 1 januari 2011.
- Gemeinsame Normdatei: 4395840-0
- Historisch woordenboek van Zwitserland: 000761
- Virtual International Authority File: 247813080